# توني ديكسون
توني ديكسون (بالإنجليزية: Tony Dixon)‏ هو لاعب كرة قدم أمريكية أمريكي، ولد في 18 يونيو 1979 في توسكالوسا في الولايات المتحدة.

## وصلات خارجية
- توني ديكسون على موقع مرجع كرة القدم المحترفة.كوم (الإنجليزية)